# Renault ADX
Les Renault ADX sont d'anciens autorails commandés par le PO Midi et le PLM mais livrés à la SNCF.

## Historique
L'autorail ADX 1 a été conçu par Renault en vue d'explorer la grande puissance dans la traction d'un autorail. Ainsi, la nouvelle machine est équipée de deux moteurs Diesel à douze cylindres en V de 265 chevaux, permettant de propulser allègrement l'engin à 140 km/h. Les avantages de la présence de deux moteurs sont à la fois une meilleure fiabilité en service en cas de panne, ainsi qu'une meilleure adhérence grâce aux quatre essieux moteurs. En contrepartie, la présence d'un second groupe moteur fait perdre de nombreuses places assises (une trentaine) par rapport à un autorail du type Renault ADP.

## ADX 1
Sorti au printemps 1936, le prototype ADX 1 est directement intégré au dépôt de Nancy, composé exclusivement d'autorails Renault à cette date. Celui-ci partage alors ses rotations avec les Renault ABJ, notamment sur la ligne Nancy - Langres via Vittel et Merrey.
Le 17 octobre 1946, l'autorail est transféré au dépôt de Tours, puis à Narbonne le 4 mai 1947.
Le 26 octobre 1949, alors qu'il effectue la liaison Cerbère à Avignon (express no 436) en tête de trois voitures de deuxième et troisième classe, il déraille sur une des aiguilles de la gare de Barbentane et finit sa course dans la halle "petite vitesse". Le bilan de la tragédie est particulièrement lourd : 12 morts ainsi qu'une cinquantaine de blessés. Plié en deux, il sera radié l'année suivante,,.

## ADX 2
À la suite des bonnes performances du prototype ADX 1, les réseaux PO-Midi et PLM passent commande d'un petit nombre d'exemplaires de cette machine (respectivement 13 et 8 autorails), désormais nommée ADX 2. Pour le réseau PO-Midi, il s'agit aussi de pouvoir compter sur un engin de grande puissance bimoteur en complément de ses Renault ADP équipés d'un unique moteur de 500 chevaux à la fiabilité encore incertaine.
Commandés en 1937, ils seront livrés à partir de mai 1939 à la SNCF récemment créée, le dernier exemplaire sortant des chaînes le 29 avril 1940. Dès leur conception, les machines sont équipées d'organes de tamponnement ainsi que d'une crochet de traction.
Les premiers exemplaires (ZZ R 5101 à ZZ R 5113) sont affectés à Tours en 1939, mais sont rapidement déplacés vers Carmaux et Bordeaux-Bastide en raison de la guerre qui débute.
Les ZZ R 5207 et 5208 sont directement attribués à Bordeaux-Bastide au printemps 1940.
En raison de la pénurie de carburant, les exemplaires de Carmaux sont modifiés en 1942 afin de pouvoir continuer à circuler grâce au gaz naturel. ils seront reconvertis au gazole pendant le premier semestre 1946. Deux machines (X 5203 et X 5204) seront utilisés comme autorails sanitaires de décembre 1945 à décembre 1947, affectés aux dépôts de Besançon puis Strasbourg. Seul le X 5106 ne survivra pas au conflit, car il sera détruit par faits de guerre en 1944.
Au sortir de la guerre, les ADX 2 reprendront leur service en desservant principalement les villes de Toulouse, Agen ou encore Tessonnière au départ de Carmaux, tandis que d'autres pousseront vers Montpellier, Béziers ou Rodez, toujours au départ de Carmaux. En 1952, tous les autorails sont concentrés sur la région Sud-Ouest, et ces derniers effectuent alors l'essentiel des circulations de la région. Leur capacité à remorquer ou à être jumelés avec d'autres modèles ne leur confère alors aucune limite d'utilisation, en conséquence de quoi on leur attribue même l'aller-retour Toulouse - Lyon. Provisoirement, six ADX 2 rejoignent le dépôt de Montluçon en 1957, mais sont rapidement envoyés vers Limoges pour être remplacés par des X 2400.
Du 24 mars au 2 juin 1958, les treize machines de Carmaux sont mutées à Limoges, rayonnant ainsi sur les dessertes du centre de la France vers l'Aquitaine ou la région poitevine. En juin 1967, Limoges possédaient alors les 19 ADX 2 encore en service.
C'est à partir du 23 mai 1969 que le premier retrait intervient (le X 5207), suivi progressivement par des mises en attente d'amortissement s'étalant sur les années suivantes. Ce n'est finalement qu'en octobre 1976, après 37 ans de service, que le dernier autorail (X 5204) sera radié.

## Affectation
L'ensemble des autorails sont affectés dans les dépôts de la Région Sud-Ouest, tant en service express qu'en service omnibus. Les années de guerre modifieront pour certaines machines temporairement leur lieu de dépôt ainsi que leur mission.

### Dépôts titulaires jusqu'en 1945
- ADX 1 : Nancy (1936-1946).
- ADX 2 : Tours (ZZ R 5101 à 5113) d'avril à septembre 1939 puis Carmaux dès le début de la deuxième guerre mondiale ; Narbonne (ZZ R 5201 à 5206) en janvier 1940 : Bordeaux-Bastide (ZZ R 5207 et 5208) en mars et avril 1940.

### Dépôts titulaires de 1946 à 1976
- ADX 1 : Tours (1946-1947), Narbonne (1947-1949).
- ADX 2 : Rennes (R 5204, 5205 et 5206) en 1946 puis restitués à Narbonne la même année, Aurillac (R 5205 et 5206) entre mars 1946 et mai 1947, Carmaux pour tous les autres autorails.

En 1952, un resserrement des dépôts titulaires intervient. Narbonne détache toutes ses machines vers Carmaux.
- Montluçon (X 5203, 5204, 5205, 5206, 5207 et 5208) en 1957
- Limoges (X 5203, 5204, 5205, 5206, 5207 et 5208) à partir de mars 1958, transférés de Montluçon
- Limoges (X 5101, 5102, 5103, 5104, 5105, 5107, 5108, 5109, 5110, 5111, 5112, 5201 et 5202) à partir de juin 1958, transférés de Carmaux, jusqu'au 5 janvier 1976.

| Engins | Mise en service   | Radiation                          | Dernier dépôt |
| ------ | ----------------- | ---------------------------------- | ------------- |
| X 5001 | 23 mars 1936      | 1950 (accidenté à Barbentane)      | Narbonne      |
| X 5101 | 1939              | 10 décembre 1975                   | Limoges       |
| X 5102 | 12 mai 139        | 20 novembre 1973                   | Limoges       |
| X 5103 | 5 juillet 1939    | 10 décembre 1975                   | Limoges       |
| X 5104 | 12 juillet 1939   | 15 décembre 1970                   | Limoges       |
| X 5105 | 12 juillet 1939   | 10 décembre 1975                   | Limoges       |
| X 5106 | 1939              | 1944 (dommages de guerre)          | Carmaux       |
| X 5107 | 11 août 1939      | 6 décembre 1974                    | Limoges       |
| X 5108 | 11 août 1939      | 6 décembre 1974                    | Limoges       |
| X 5109 | 12 septembre 1939 | 24 janvier 1973                    | Limoges       |
| X 5110 | 3 novembre 1939   | 6 décembre 1974                    | Limoges       |
| X 5111 | 1er décembre 1939 | 6 décembre 1974                    | Limoges       |
| X 5112 | 1er décembre 1939 | 20 novembre 1973                   | Limoges       |
| X 5113 | 1939              | 15 juin 1950 (accidenté à Gaillac) | Carmaux       |
| X 5201 | 1er décembre 1939 | 9 décembre 1976                    | Limoges       |
| X 5202 | 1er décembre 1939 | 10 décembre 1975                   | Limoges       |
| X 5203 | 2 décembre 1939   | 21 février 1972                    | Limoges       |
| X 5204 | 1er décembre 1939 | 9 décembre 1976                    | Limoges       |
| X 5205 | 1er décembre 1939 | 10 décembre 1975                   | Limoges       |
| X 5206 | 30 janvier 1940   | 10 décembre 1975                   | Limoges       |
| X 5207 | 9 mars 1940       | 12 novembre 1969                   | Limoges       |
| X 5208 | 29 avril 1940     | 10 décembre 1975                   | Limoges       |

## Lignes parcourues

### ADX 1
- Nancy - Langres (train 8005/8006) jusqu'en 1946, puis Cerbère - Avignon (express 436) de 1947 à 1949

### ADX 2
- Narbonne - Cerbère
- Toulouse - Auch (à partir de 1942, engins modifiés pour circuler au gaz naturel de Saint-Marcet)
- Toulouse - Albi - Carmaux (à partir de 1942, engins modifiés pour circuler au gaz naturel de Saint-Marcet)
- Toulouse - Saint-Sulpice - Mazamet (à partir de 1942, engins modifiés pour circuler au gaz naturel de Saint-Marcet)
- Carmaux - Toulouse (1946, engins modifiés pour circuler au gaz naturel de Saint-Marcet)
- Toulouse - Agen (1946, engins modifiés pour circuler au gaz naturel de Saint-Marcet)
- Toulouse - Mazamet (1946, engins modifiés pour circuler au gaz naturel de Saint-Marcet)
- Toulouse - Tessonnière (1946, engins modifiés pour circuler au gaz naturel de Saint-Marcet)
- Carmaux - Montpellier (1946 - 1952)
- Montpellier - Béziers (1946 - 1952)
- Montpellier - Sommières (1946 - 1952)
- Tessonnière - Rodez (1946 - 1952)
- Rodez - Capdenac - Brive (1946 - 1952)
- Carcassonne - Quillan (1946 - 1952)
- Carmaux - Albi - Toulouse (1952 - 1958)
- Toulouse - Auch (1952 - 1958)
- Tessonnière - Capdenac - Brive (1952 - 1958)
- Brive - Rodez (1952 - 1958)
- Rodez - Toulouse (1952 - 1958)
- Toulouse - Agen (1952 - 1958)
- Toulouse - Saint-Sulpice - Castres - Mazamet - Saint-Pons-de-Thomières (1952 - 1958)
- Toulouse - Limoges (1952 - 1958)
- Toulouse - Saint-Girons (1952 - 1958)
- Brive - Aurillac (1952 - 1958)
- Aurillac - Bort-les-Orgues (1952 - 1958)
- Toulouse - Lyon-Perrache (1952 - 1958)

## Caractéristiques techniques
- ADX 1 : Autorail monocaisse équipé de deux moteurs Diesel à douze cylindres en V situés à chaque extrémité, à deux bogies (4 essieux moteurs), d'une capacité totale de 60 passagers, dont 48 places assises. Équipé d'organes de tamponnement et de crochet de traction, sa puissance lui permet la traction de trois voitures de voyageurs. Sa vitesse limite est de 140 km/h, mais sa vitesse commerciale utilisée couramment est de 120 km/h.
- ADX 2 : Il reprend l'architecture du prototype ADX 1, mais la motorisation évolue en puissance : il est désormais doté de deux moteurs type 517 F de 300 chevaux unitaires à 1500 tr/min. La transmission se fait via une boite de vitesses à 4 rapports, embrayage et changement de vitesse électropneumatique, et pneumatique pour l'accélérateur. Les deux sous-séries sont différenciées par leurs freins :
  - les ZZ R 5101 à 5113 équipés du frein automatique Jourdain-Monneret modérable au serrage avec distributeurs.
  - les ZZ R 5201 à 5208 équipés du même frein automatique par robinet et d'un frein direct actionné par robinet détendeur.

Le chauffage de l'autorail se fait de façon classique pour l'époque par tubes à ailettes, mais complété par un nouveau système faisant appel aux aérothermes  dans lesquels circule l'eau de refroidissement des moteurs. La capacité de transport est de 91 passagers pour les R 5201 à 5208, et 89 personnes pour les R 5101 à 5113,.
La masse totale de l'engin est de 43 tonnes pour une longueur de 26,430 mètres. Son réservoir de 800 litres de gazole lui permet environ 600 kilomètres d'autonomie.

## Modélisme
Les ADX 2 ont été reproduits à l'échelle HO par :
- Les éditions Atlas (modèle statique en plastique), dans le cadre de la collection par VPC « Michelines et Autorails » (2015).
- LocoSetLoisir (Armétal-LSL) sous forme de kit en laiton à monter.

Et à l'échelle N par :
- Transmondia (1985)
- Vapeur 70